# Muravleanca, Ismail
Muravleanca (în ucraineană Муравлівка, transliterat: Muravlivka) este un sat în comuna Sofian-Trubaiovca din raionul Ismail, regiunea Odesa, Ucraina. Are 1,213 locuitori, preponderent ruși-lipoveni.
Satul este situat la o altitudine de 12 metri, în partea de est a raionului Ismail, pe malul vestic al lacului Chitai. El se află la o distanță de 50 km nord-est de centrul raional Ismail și la 25 km de stația de cale ferată Fântâna-Zânelor.

## Istoric
În secolul al XVII-lea, pe acest teritoriu se afla o tabără a tătarilor nogai, cu numele de Derichioi.
Prin Tratatul de pace de la București, semnat pe 16/28 mai 1812, între Imperiul Rus și Imperiul Otoman, la încheierea războiului ruso-turc din 1806 – 1812, Rusia a ocupat teritoriul de est al Moldovei dintre Prut și Nistru, pe care l-a alăturat Ținutului Hotin și Basarabiei/Bugeacului luate de la turci, denumind ansamblul Basarabia (în 1813) și transformându-l într-o gubernie împărțită în zece ținuturi (Hotin, Soroca, Bălți, Orhei, Lăpușna, Tighina, Cahul, Bolgrad, Chilia și Cetatea Albă, capitala guberniei fiind stabilită la Chișinău).
Pentru a-și consolida stăpânirea asupra Basarabiei, autoritățile țariste au sprijinit începând de la începutul războiului stabilirea în sudul Basarabiei a familiilor de imigranți bulgari și găgăuzi din sudul Dunării, aceștia primind terenuri de la ocupanții ruși ai Basarabiei. Satul Muravleanca a fost fondat în anul 1813 de către coloniști ruși-lipoveni, fugiți de persecuțiile la care erau supuși pe teritoriul vechii Rusii.
La începutul secolului al XIX-lea, conform recensământului efectuat de către autoritățile țariste în anul 1817, satul Derichioi (Muravlevca) făcea parte din Ocolul Chiliei a Ținutului Ismail .
În urma Tratatului de la Paris din 1856, care încheia Războiul Crimeii (1853-1856), Rusia a retrocedat Moldovei o fâșie de pământ din sud-vestul Basarabiei (cunoscută sub denumirea de Cahul, Bolgrad și Ismail). În urma acestei pierderi teritoriale, Rusia nu a mai avut acces la gurile Dunării. În urma Unirii Moldovei cu Țara Românească din 1859, acest teritoriu a intrat în componența noului stat România (numit până în 1866 "Principatele Unite ale Valahiei și Moldovei").
În urma Tratatului de pace de la Berlin din 1878, România a fost constrânsă să cedeze Rusiei sudul Basarabiei. În perioada de până la primul război mondial, s-au intensificat nemulțumirile țăranilor săraci cauzate de lipsa pământului. În ianuarie 1918, activiștii bolșevici au preluat conducerea în sat. Intervenția armatei române a dus la înăbușirea rebeliunii bolșevice și la pacificarea localității.
După Unirea Basarabiei cu România la 27 martie 1918, satul Muravleanca a făcut parte din componența României, în Plasa Fântâna Zânelor a județului Ismail. Pe atunci, majoritatea populației era formată din ruși-lipoveni, existând și o comunitate mică de români. La recensământul din 1930, s-a constatat că din cei 2.138 locuitori din sat, 1.490 erau ruși (69.69%), 19 români (0.89%), 1 grec și 628 de altă etnie. La 1 ianuarie 1940, din cei 2.530 locuitori ai satului, 2.502 erau ruși (98.89%), 24  români (0.96%) și 4 bulgari. În sat exista o mănăstire ortodoxă .
În perioada interbelică, satul s-a aflat în aria de interes a activiștilor bolșevici din URSS, aici existând un comitet revoluționar clandestin care era coordonat de la Ismail. Mai mulți săteni au participat la Răscoala de la Tatarbunar din 1924, organizată de bolșevicii din URSS. În septembrie 1924, au fost descoperite arme ascunse, iar agitatorii bolșevici au fost arestați.
Ca urmare a Pactului Ribbentrop-Molotov (1939), Basarabia, Bucovina de Nord și Ținutul Herța au fost anexate de către URSS la 28 iunie 1940. După ce Basarabia a fost ocupată de sovietici, Stalin a dezmembrat-o în trei părți. Astfel, la 2 august 1940, a fost înființată RSS Moldovenească, iar părțile de sud (județele românești Cetatea Albă și Ismail) și de nord (județul Hotin) ale Basarabiei, precum și nordul Bucovinei și Ținutul Herța au fost alipite RSS Ucrainene. La 7 august 1940, a fost creată regiunea Ismail, formată din teritoriile aflate în sudul Basarabiei și care au fost alipite RSS Ucrainene . Imediat după ocuparea Basarabiei, autoritățile sovietice au deportat mai multe familii de țărani chiaburi în Siberia.
În perioada 1941-1944, toate teritoriile anexate anterior de URSS au reintrat în componența României. Apoi, cele trei teritorii au fost reocupate de către URSS în anul 1944 și integrate în componența RSS Ucrainene, conform organizării teritoriale făcute de Stalin după anexarea din 1940, când Basarabia a fost ruptă în trei părți. Un număr de 263 localnici au luptat în cel de-al doilea război mondial, 128 dintre ei murind pe front.
În anul 1954, Regiunea Ismail a fost desființată, iar localitățile componente au fost incluse în Regiunea Odesa.
Începând din anul 1991, satul Muravleanca face parte din raionul Ismail al regiunii Odesa din cadrul Ucrainei independente. În prezent, satul are 1.213 locuitori, preponderent ruși-lipoveni.

## Economie
Locuitorii satului Muravleanca se ocupă în principal cu agricultura. Se cultivă cereale și viță de vie și se cresc animale. Ferma din sat se ocupă cu producția de legume, precum și cu viticultura.

## Demografie
Componența lingvistică a comunei Muravleanca
     Rusă (94,15%)
     Ucraineană (2,89%)
     Română (1,98%)
     Alte limbi (0,65%)
Conform recensământului din 2001, majoritatea populației comunei Muravleanca era vorbitoare de rusă (94,15%), existând în minoritate și vorbitori de ucraineană (2,89%) și română (1,98%).
1930: 2.138 (recensământ) 
1940: 2.530 (estimare)
2001: 1.213 (recensământ)

## Obiective turistice
- Monumentul lui V.I. Lenin
- Monumentul eroilor sovietici din Marele Război pentru Apărarea Patriei

## Personalități

### Născuți la Muravleanca
- Filip Govorov – Specialist ucrainean în domeniul energiei, doctor în științe tehnice, profesor, academician, organizator de activități educaționale în domeniul învățământului superior[9].